# Магнітні чорнила
Магнітні чорнила (англ. - Magnetic Ink) – тип чорнила, виготовленого з використанням пігменту, який після друку можна намагнітити. Завдяки цьому надрукований матеріал можна прочитати за допомогою обладнання для розпізнавання символів магнітним чорнилом, спочатку розробленого для використання в електронній обробці банківських чеків.

## Виготовлення
Магнітні чорнила мають виготовлятися відповідно до суворих інструкцій і мають чітко друкувати, щоб полегшити машинне читання матеріалу.
Магнітні чорнила, що використовуються для процесів MICR, можуть містити магнітні частинки, такі як магнетит у рідкому середовищі, і магнітне покриття з оксиду заліза, діоксиду хрому або подібних матеріалів, диспергованих у носії, включаючи зв’язувальні речовини та пластифікатори.